# Afindrafindrao
L'afindrafindrao (terme malgache signifiant : « se déplacer en même temps ») une danse traditionnelle malgache accompagnée d'un air musical distinctif dont la mélodie est utilisée comme fond de danse d'ouverture officielle des fêtes et des cérémonies diverses : mariages, fêtes de circoncisions, retournements des morts (famadihana)…

## Historique
La musique qui est apparue au XIXe siècle sur la côte est de l'île est né de la fusion entre le rythme basesa des Betsimisaraka et des styles musicaux européens, mais s'est très vite répandue sur tout le territoire. Ce genre musical et chorégraphique a été adopté par les rois Merina de l'époque et s'est rapidement répandu à travers Madagascar. La dance Afindrafindrao est notamment utilisée comme danse d’ouverture officielle lors des mariages, des fêtes nationales, et d’autres événements importants. Au fil du temps, certains artistes ont modernisé cette danse traditionnelle en l’intégrant dans des compositions musicales contemporaines. Malgré ces évolutions, l’Afindrafindrao conserve sa popularité grâce à son caractère rythmique et symbolique.
Un dicton malgache (ou ohabolana malagasy), Ny Afindrafindrao tsy azo avela (« l’Afindrafindrao ne sera jamais démodée »), illustre bien l’attachement des Malgaches à cette tradition.
L'afindrafindrao est un quadrille qui se danse toujours par paire, la femme devant et l'homme derrière. Le couple se tient par les deux mains, un peu comme si l'homme devait enlacer sa partenaire par les épaules, avancent en se balançant de gauche à droite. Les couples se tenant les uns derrière les autres forment ainsi un longue chaine,.

## Caractéristiques et Technique
L’afindrafindrao se danse toujours en couple, généralement une femme placée devant et un homme derrière. Les danseurs forment une longue chaîne en se tenant par les mains, les bras levés et oscillant doucement de gauche à droite.
Les pas de danse sont simples et répétitifs rendant cette danse accessible à tous : suivant les rythmes de la musique intitulée aussi « Afindrafindrao ».  La chorégraphie suit une séquence précise, les deux danseurs pointent leurs talons à :
Gauche-droitre-gauche-droite
Droite (stop pendant 4 temps)
Gauche (stop pendant 4 temps)
et ainsi de suite…
Ce style de danse favorise l’unité et symbolise le fihavanana, une valeur fondamentale de la culture malgache, incarnant le respect, l’amitié et l’amour entre les individus.

## Symbolisme
Au-delà de son aspect festif, l’Afindrafindrao joue un rôle culturel fort. Elle représente l’unité et la cohésion sociale, transcendant les différences entre les ethnies de Madagascar.

## Modernisation
Bien que traditionnellement instrumentale, l’Afindrafindrao a été revisitée par des artistes modernes. Par exemple, le groupe Oladad a proposé une version contemporaine qui mêle tradition et modernité, permettant à la danse de toucher un public plus large tout en préservant son essence culturelle. 